# Обрежа, Дмитрий Константинович
Дми́трий Константи́нович Обре́жа (род. 31 января 1985 года, Новочебоксарск, Чувашская АССР, РСФСР, СССР) — российский хоккеист, игравший в клубе высшего дивизиона Белоруссии «Шинник» из Бобруйска.

## Биография
Воспитанник хоккейной школы новочебоксарского «Сокола». Дебютировал в сезоне 2001/2005 в нижнекамском «дубле» «Нефтехимика» в первой лиге. В дальнейшем в основном представлял клубы высшей и первой лиг российского чемпионата: саратовского «Кристалла» (2002/2005), серовского «Металлурга» (2004—2006), кирово-чепецкой «Олимпии»  (2006/2007), оренбургском «Оренбурггазпром-Университет» (2006—2009, с 2007 клуб получил название «Газпром-ОГУ»), медногорском «Металлурге» (2007/2008), новочебоксарском «Соколе» (2010—2012), саранской «Мордовии» (2011—2016) и клуба «Чебоксары» (2016/2017).
Исключением стали выступления в составе белорусских клубах «Шинник» из Бобруйска (в сезоне 2009/2010) в национальных чемпионате и кубке), и «Брест» в следующем розыгрыше кубка.
В 2017 году завершил игровую карьеру, начав работать детским тренером в хоккейной школе саранской «Мордовии».